# Crepidodera ovata
Crepidodera ovata es un coleóptero de la familia Chrysomelidae. Fue descrita científicamente en 1993 por Medvedev.